# 新天綠色能源
新天綠色能源股份有限公司（港交所：0956；上交所：600956，简称：新天绿能）是河北省國有企業河北建設投資集團旗下發展清潔能源的公司，主要發展風力發電及天然氣。
2010年，新天綠色能源於香港進行招股上市，招股價介乎2.06元至2.66港元，集資22.19億至28.65億元。新天綠色能源招股反應理想，超額認購241倍，以上限2.66元定價。股份在10月13日上市。

## 外部連結
- 新天綠色能源股份有限公司網站 （页面存档备份，存于）
- 新天綠色能源股份有限公司招股章程 （页面存档备份，存于）